# Aguilar del Río Alhama
Pour les articles homonymes, voir Aguilar.
Aguilar del Río Alhama est une commune de la communauté autonome de La Rioja, en Espagne.

## Démographie
| 1900  | 1910  | 1920  | 1930  | 1940  | 1950  | 1960  | 1970  | 1981  |
| ----- | ----- | ----- | ----- | ----- | ----- | ----- | ----- | ----- |
| 1 907 | 2 125 | 2 314 | 2 235 | 2 260 | 2 218 | 1 980 | 1 429 | 1 018 |

| 1991 | 2001 | 2011 | - | - | - | - | - | - |
| ---- | ---- | ---- | - | - | - | - | - | - |
| 848  | 711  | 544  | - | - | - | - | - | - |

## Administration

### Conseil municipal
La ville de Aguilar del Río Alhama comptait 460 habitants aux élections municipales du 26 mai 2019. Son conseil municipal (en espagnol : Pleno del Ayuntamiento) se compose donc de 7 élus.
| Parti | Parti                                    | Voix | %       | Élus  |
| ----- | ---------------------------------------- | ---- | ------- | ----- |
|       | Parti populaire (PP)                     | 214  | 66,05 % | 5 / 7 |
|       | Parti socialiste ouvrier espagnol (PSOE) | 110  | 33,95 % | 2 / 7 |

### Liste des maires
| Mandat    | Maire | Maire                      | Parti |
| --------- | ----- | -------------------------- | ----- |
| 2011-2015 |       | Tovías Ramón Martínez      | PP    |
| 2015-2019 |       | Tovías Ramón Martínez      | PP    |
| 2019-2023 |       | María Asunción Sáez Arnedo | PP    |